# 田島象二
田島 象二（たじま しょうじ、嘉永5年（1852年）- 1909年（明治42年）8月30日）は、明治時代の記者。読売新聞主筆。号は任天居士、粋多道士、行成山房主人。

## 生涯
江戸において生まれる。本姓は伊達氏。明治維新後の新政府の政治に憤り、雑誌『団団珍聞』(まるまるちんぶん)の記者となり、狂文や狂画の滑稽風刺文を発表して評判を得た。のちに名古屋に赴き、『扶桑新聞』や『新愛知』などの記者となる。
1882年に読売新聞の主筆となる。漢文に長じ、磊落で、酒を嗜み、達筆を揮ったという。著作は『耶蘇一代弁妄記』『花柳事情』などがある。
明治42年8月30日死去。行年58歳。。墓所は池上本門寺。